# Oriol Riba
Oriol Riba i Arderiu (Barcelona, 1923-ibíd. 31 de mayo de 2011) fue un doctor en geología y profesor emérito de estratigrafía de la Facultad de Geología de la Universidad de Barcelona. Era el segundo hijo del humanista y escritor, Carles Riba, y la poeta Clementina Arderiu.
Licenciado en Ciencias Naturales y doctor en geología por la Universidad de Barcelona, fue uno de los geólogos más reconocidos. Fue investigador del Consejo Superior de Investigaciones Científicas en Wageningen (Países Bajos), en Angers y Rennes (Francia) y catedrático en la Universidad de Zaragoza y en la Facultad de Geología de la Universidad de Barcelona (UB). Fue miembro de la Sección de Ciencia y Tecnología y Presidente de la Institución Catalana de Historia Natural (ICHN), del Instituto de Estudios Catalanes (IEC). En la universidad barcelonesa fundó el Departamento de Estratigrafía y Geología Histórica y también promovió las especialidades de sedimentología, geología marina y geología del petróleo. Trabajó en la búsqueda de hidrocarburos en el País Vasco, Navarra, La Rioja, Cataluña, Guinea Española y el Sahara Occidental. Investigó la cuenca terciaria del Ebro y la cordillera Ibérica.
Riba orientó parte de su investigación al estudio del subsuelo de la ciudad de Barcelona, una actividad pionera, entonces, en el país. Fruto de esta investigación, en 2009 publicó, junto con Ferran Colombo, la obra Barcelona: la Ciutat Vella i el Poblenou. Assaig de geologia urbana, editada por el IEC. También fue coautor, y uno de los promotores, del Diccionario de geología. Además de miembro del Instituto de Estudios Catalanes, formó parte del Consejo de Protección de la Naturaleza, de la zona volcánica de Olot y fue miembro fundador de la Asociación Internacional de Sedimentología. Recibió la Medalla Narcís Monturiol al mérito científico y tecnológico de la Generalidad de Cataluña en 1992.